# Dorothy Olsen
Dorothy Eleanor Olsen (nascida Kocher, 10 de julho de 1916 - 23 de julho de 2019) foi uma piloto de aeronaves americana e membro do Women Airforce Service Pilots (WASPs) na Segunda Guerra Mundial.
Como WASP, ela era uma piloto civil, trabalhando para os militares. Sua missão era transportar novas aeronaves de muitos tipos diferentes das fábricas onde foram construídas para as bases aéreas. Isso liberou os pilotos masculinos para o combate. Ela morreu em 2019, aos 103 anos.
Ela nasceu em Woodburn, Oregon, em 10 de julho de 1916, filha de Ralph e Frances (Zimmering) Kocher, e cresceu na pequena fazenda da família. Ela decidiu que queria pilotar aviões quando tinha oito anos, depois de ler O Cavaleiro Vermelho da Alemanha, a biografia de Floyd Gibbons sobre o ás da aviação da Primeira Guerra Mundial, Barão von Richthofen. Sua introdução inicial ao vôo foi quando ela fez um passeio de biplano em uma feira estadual, o que a inspirou a ter aulas de vôo.